# Ken Anderson (Wrestler)
Kenneth Charles Anderson (* 6. März 1976 in Minneapolis, Minnesota), besser bekannt unter seinen Ringnamen Ken Anderson, Mr. Anderson und Mr. Kennedy, ist ein US-amerikanischer Wrestler und Schauspieler. Anderson ist bekannt dafür, seine Ringankündigung selbst vorzunehmen. Sein größter Erfolg ist der Erhalt des WWE United States Heavyweight Championship.

## Privatleben
Anderson ist der Sohn von James Alan Holmes und Sheryl Anderson. Er hat eine Schwester, Jennifer Holmes. Sein Vater starb im April 2006, nach einem zweijährigen Kampf gegen eine Krebserkrankung. Anderson ist seit Januar 2008 mit seiner Frau Shawn verheiratet.

## Wrestling-Karriere

### Anfänge
Ken Anderson wurde in Minneapolis im Bundesstaat Minnesota geboren, besuchte jedoch die High School in Two Rivers, Wisconsin. Dort versuchte er sich zunächst in der Leichtathletik und im Schwimmen. Er betrieb auch Taekwondo und eine spezielle Kampfsportart namens Escrima, in welcher er 1997 den regionalen Titel für den mittleren Westen hielt. Nach seinem Militärdienst arbeitete Anderson als Sicherheitsbeamter in einem Kernkraftwerk und begann gleichzeitig mit dem Training als Wrestler. Acht Monate später gab er  im September 1999 sein Debüt als Kamikaze Ken.
Im Jahr 2000 wäre seine Karriere fast schon wieder vorbei gewesen, als Ärzte ein Loch in einem seiner Lungenflügel fanden. Nach einer Pause machte er ab 2001 erste unabhängige Auftritte in den Nebenshows der WWE. Es gab auch Auftritte bei TNA, sowie Gespräche über einen eventuellen Vertrag, die jedoch keine Einigung ergaben.

### World Wrestling Entertainment (2005–2009)
Anderson trat bis 2005 weiterhin auf unabhängiger Ebene an, bevor er im Februar des Jahres einen Entwicklungsvertrag mit der WWE unterzeichnete. Anderson trat zunächst unter seinem bürgerlichen Namen bei der WWE Entwicklungsliga Ohio Valley Wrestling an, bevor er am 25. August sein Debüt als Ken Kennedy, bzw. Mr. Kennedy in der Hauptshow SmackDown gab. Der Ringcharakter Andersons übernahm seine Ankündigungen selbst, was zu seinem Markenzeichen wurde.
Kennedy war der letzte Wrestler, der gegen Eddie Guerrero im Ring stand. Dieser wurde am 13. November 2005 tot aufgefunden, zwei Tage nach einem Sieg gegen Kennedy am 11. November. Kennedy bezeichnete den Vorfall als „unglückselige Ehre“. Auch gegen Umaga trat er als letzter Wrestler an. Dieser verstarb im Dezember 2009 an zwei aufeinanderfolgenden Herzinfarkten.
Im Dezember 2005 verletzte er sich an der Schulter und musste erneut pausieren. Ab Januar 2006 war er ab und an bei der WWE zu sehen, jedoch ohne ein Match zu absolvieren. Im Juni gab er dann sein Wrestling-Comeback bei SmackDown und begann Fehden mit Matt Hardy und Batista.

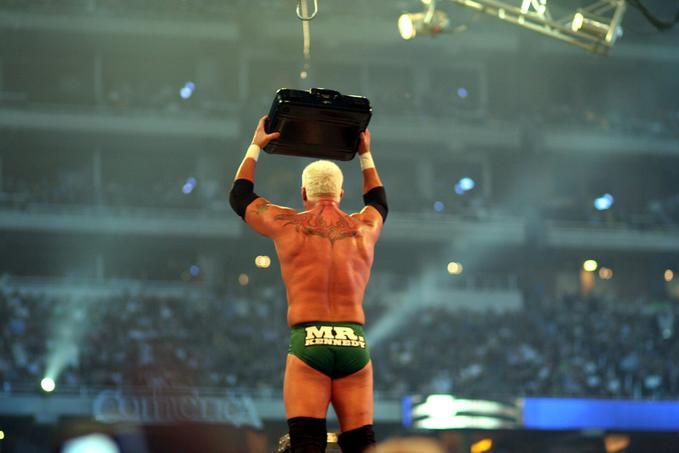
Mr. Kennedy als Mr. Money in the Bank beim WrestleMania 23 Event, 2007

Am 1. September 2006 durfte er schließlich den United States Titel gegen Bobby Lashley und Finlay erringen. Jedoch musste er ihn im Oktober wieder an Chris Benoit abgeben. Ein Fehdenprogramm gegen den Undertaker, das nach dem Titelverlust gestartet wurde, endete mit einer Niederlage, jedoch erhielt er ein erfolgloses Titelmatch gegen den amtierenden World Heavyweight Champion Batista bei der Großveranstaltung Royal Rumble 2007.
Bei WrestleMania 23 ließ man Anderson das Money-in-the-bank-Ladder-match, dessen Gewinn ihm laut Storyline einen Titelkampf garantierte, gewinnen. Eine erneute Verletzung Andersons verhinderte jedoch den von der WWE geplanten Titelkampf (dieser wurde dann von Edge bestritten). Im Zuge der WWE Draft kam er am 11. Juni 2007 zu RAW. In der Folgezeit setzte man Anderson hauptsächlich in der mittleren Kampfkarte um den Intercontinental Titel ein. Nach einem Programm mit Shawn Michaels Ende 2007 bis Anfang 2008 war er erneut Kandidat um einen der höchsten Titel der Organisation.
Am 23. Juni 2008 ließ man Anderson erneut zur Freitagssendung SmackDown wechseln. Am 4. August des Jahres verletzte er sich an der Schulter und pausierte. Während dieser Zeit übernahm er repräsentative Aufgaben für die WWE und bewarb seinen Film Behind Enemy Lines.
Am 15. April 2009 bei der WWE Draft wechselte Anderson zurück zu RAW. Im Mai 2009 arbeitete er bei der Trainingsliga FCW an seiner Rückkehr in den Hauptkader. Am 25. Mai 2009 kehrte er zu RAW zurück. Nur wenige Tage später, am 29. Mai, gab die WWE die Entlassung von Ken Anderson bekannt. Die Entscheidung hierfür sei nach einem Match gegen Randy Orton gefallen: Anderson habe einen Back Suplex falsch ausgeführt, was beinahe zu einer schweren Verletzung von Orton führte.

### Total Nonstop Action Wrestling (2010–2016)

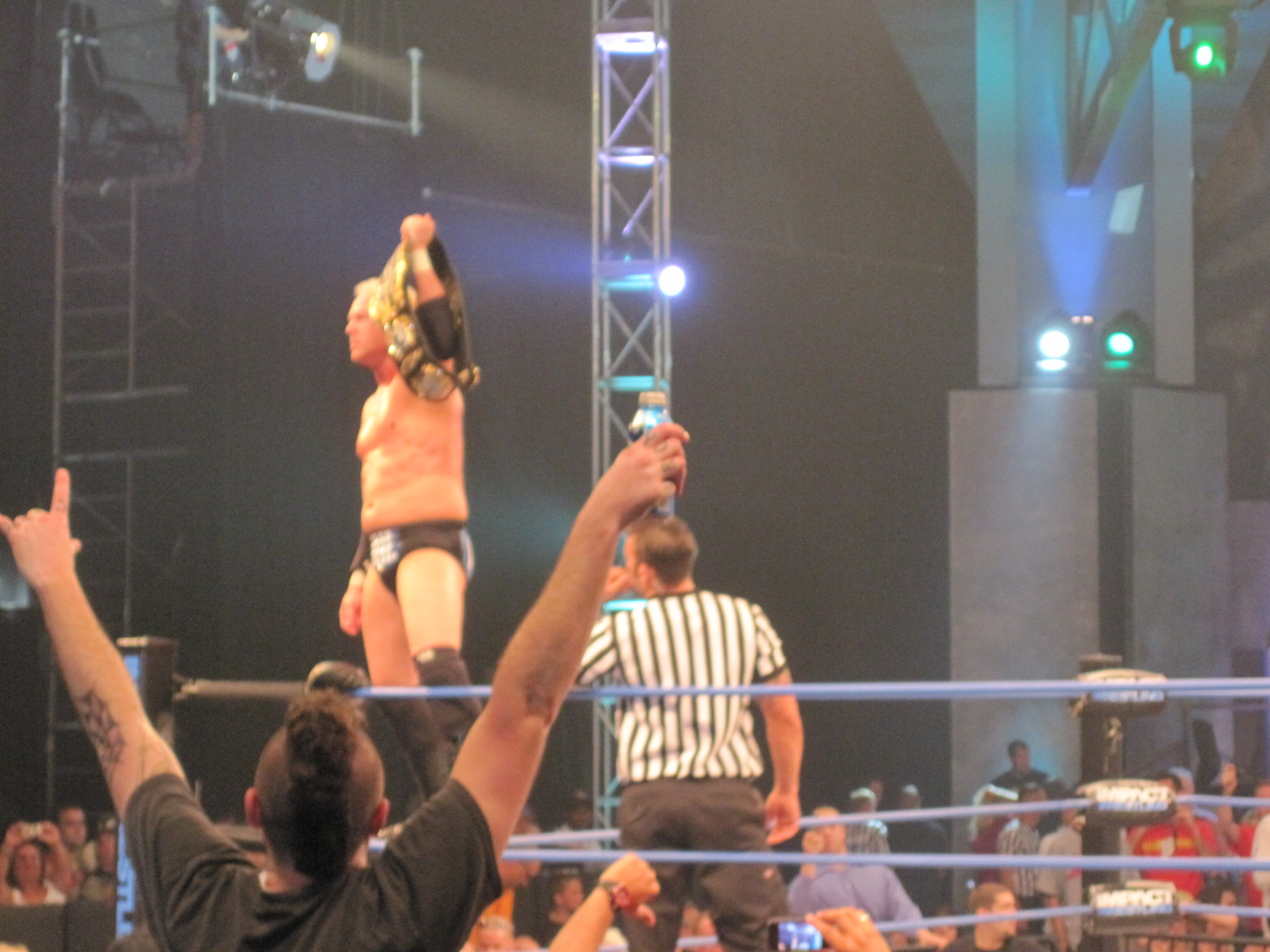
Mr. Anderson als TNA World Heavyweight Champion beim Slammiversary IX Event, 2011

Seit Januar 2010 hat Anderson unter dem Ringnamen Mr. Anderson einen Vertrag mit Total Nonstop Action Wrestling und gab sein TNA-Debüt bei der Großveranstaltung TNA Genesis 2010, wo er Abyss besiegte. Am 9. Januar 2011 wurde Mr. Anderson mit einem Sieg über Jeff Hardy TNA World Heavyweight Champion. Den Titel verlor er am 13. Februar 2011 wieder an Hardy. Jedoch konnte er den Titel bei Slammiversary IX am 12. Juni 2011 in Orlando zum zweiten Mal gewinnen, als er Sting besiegte. Bei den Impact-Aufzeichnungen am 11. Juli 2011 verlor er den Titel wieder an Sting. Seit Anfang 2013 ist Anderson Mitglied der Gruppierung Aces & Eights.

### Ring of Honor Wrestling (2017)
Am 29. April 2017 gab Anderson sein Ring of Honor-Debüt in einem ROH World Television Championship match beim Masters of the Craft Event, gegen Marty Scurll. Dieses verlor er.

## Wrestling-Erfolge
World Wrestling Entertainment
- WWE United States Championship (1×)
- Money in the Bank (2007)

Total Nonstop Action Wrestling
- TNA World Heavyweight Championship (2×)

All-Star Championship Wrestling
- Hall of Fame (Class of 2009)
- ACW Heavyweight Championship (3×)
- ACW Television Championship (1×)
- ACW Tag Team Championship (3× mit Mike Mercury)

Big League Wrestling
- BLW World Heavyweight Championship (1×)

Championship of Wrestling
- COW United Championship (1×)

Great Lakes Championship Wrestling
- GLCW Heavyweight Championship (1×)

Heavy on Wrestling
- HoW Undisputed Championship (1×)

Mid American Wrestling
- MAW Heavyweight Championship (1×)

NWA Midwest
- NWA Midwest Heavyweight Championship (1×)

Nu-Wrestling Evolution
- NWE World Heavyweight Championship (1×)

Pro Wrestling Pride
- PWP Heavyweight Championship (1×)

Ultimate Pro Championship Wrestling
- UPCW Tag Team Championship (1× mit Big Daddy Loker)

World Association of Wrestling
- WAW World Heavyweight Championship (1×)

Xtreme Intense Championship Wrestling
- XICW Tag Team Championship (1× mit Joe Padgett)

## Filmographie
Filme
- Behind Enemy Lines: Colombia (2009)